# Делийский дарбар
Дели́йский дарба́р (англ. Delhi Durbar, хинди दिल्ली दरबार, урду دلّی دُربار‎‎), дословно «королевский двор в Дели» — название масштабных собраний, проходивший в делийском Парке коронации в Индии в ознаменование коронации королей и королев Соединённого Королевства. Известный также как Имперский дарбар (англ. Imperial Durbar), это событие происходило трижды — в 1877, 1903 и 1911 годах, знаменуя собой высшие точки истории Британской империи. В 1911 году дарбар был единственный раз посещён британским монархом, Георгом V. Само слово «дарбар» происходит от используемого в империи Великих Моголов термина, обозначавшего резиденцию монарха.
Дарбар 1877 года, известный также как «Дарбар провозглашения» (англ. Proclamation Durbar) начался 1 января и был организован по случаю провозглашения королевы Виктории императрицей Индии. Это было скорее официальное, чем публичное, мероприятие, на котором присутствовали Р. Бульвер-Литтон как генерал-губернатор Индии, махараджи, набобы и представители интеллектуальной элиты страны. Мероприятие стало кульминацией передачи контроля над большей части Индии от Британской Ост-Индской компании Короне. Одновременно с этим началась кампания за освобождение Индии. В Калькутте в Мемориале Виктории была установлена надпись с обращением королевы к народу Индии, а почётным гостям была выдана медаль императрицы Индии. На этом дарбаре Р. Тагор был объявлен вице-королём махараджей. Впоследствии это роскошное мероприятие вызвало критику в связи с тем, что его финансирование происходило на фоне происходившего в стране голода.
Дарбар 1903 года состоялся в честь коронации короля Эдуарда VII и королевы Александры. Устроенное лордом Керзоном двухнедельное зрелище затмило дарбары 1877 и 1911 годов. За несколько месяцев, начиная с конца 1902 года, в пустынной местности были построены железная дорога для перевозки гостей из Дели, палаточный город с собственной почтовой службой и своими марками, телефоном и телеграфом, магазинами, полицией со своей особенной формой, госпиталем и магистратом, канализацией и освещением и всем прочим в таком же роде. Тем не менее, к разочарованию Керзона, Эдуард VII на торжество не прибыл, прислав вместо себя своего брата герцога Коннаутского, который прибыл поездом из Бомбея. Со всей Индии прибыли махараджи со своими свитами и английские чиновники, все увешанные драгоценностями. Перед собравшимися прошёл парад армии под командованием лорда Китченера. В первый день лорд Керзон вступил в зону торжеств вместе с махараджами на слонах, у некоторых из которых на бивнях были огромные золотые канделябры. Церемониальная часть дарбара пришлась на новогодний день за которым последовали дни с различными спортивными соревнованиями. Событие освещалось журналистами со всего мира, а его освещение часто рассматривается как начало индийского кинематографа.
22 марта 1911 года было объявлено о том, что в декабре того же года состоится дарбар в честь Георга V и королевы Марии. Мероприятие проходило с 7 по 16 декабря, а собственно дарбар состоялся 12 декабря. Король на церемонии был в специально изготовленной для этого случая короне. Затем он явил себя на джарокхе Красного форта примерно полумиллиону индийцев. Посвящённый этому полнометражный фильм With Our King and Queen Through India был выпущен в технологии Kinemacolor 2 февраля 1912 года. Этот фильм, продолжительность которого составляла 2½ часа, был самым длинным на тот момент, когда продолжительность фильмов не превышала 45—60 минут. Специально ради этого случая была создана должность Делийского чрезвычайного герольда, на которую были назначены бригадный генерал У. Пейтон и генерал-майор Малик Умар Хайат Хан. В ознаменование первого визита королевы в Индию правитель Патиалы Бхупиндер Сингх от имени всех женщин Индии преподнёс королеве роскошное ожерелье. Во время этого дарбара было объявлено о переносе столицы Индии из Калькутты в Нью-Дели и заложен первый камень этого города.
После того как король Эдуард VIII отрёкся от престола в декабре 1936, не успев получить свой дарбар, предполагалось, что Георг VI посетит с этой целью Индию. Индийский национальный конгресс в течение нескольких недель проводил кампанию против такого визита. В феврале 1937 года член парламента коммунист У. Галлахер выступил с порицанием требуемых для такого мероприятия расходов в бедной стране. В своей тронной речи король выразил желание посетить вместе с супругой Индию, однако в связи с началом Второй мировой войны и национально-освободительного движения в Индии это так и не произошло.